# Fügedi Márta
Fügedi Márta (Eger, 1949. december 21. – Miskolc, 2000. január 30.) magyar néprajzkutató, a miskolci Herman Ottó Múzeum muzeológusa, 1973 és 1982 között a Néprajzi Osztály vezetője, 1982-től haláláig megyei múzeumigazgató-helyettes, a ME Bölcsészettudományi Kar dékánhelyettese, Művelődéstörténeti és Muzeológiai Tanszékének tanszékvezetője.

## Élete, munkássága
Édesapja Fügedi Péter, a putnoki Mezőgazdasági Szakközépiskola igazgatója, édesanyja Demeter Erzsébet tanító volt. Testvére Fügedi Péter (1952–) biokémikus, a kémiai tudományok kandidátusa. 1968-ban Putnokon érettségizett, majd 1973-ban a Kossuth Lajos Tudományegyetem Bölcsészettudományi Karán szerzett magyar–német szakos tanári, illetve etnográfusi oklevelet. 1976-ban szerezte meg doktori fokozatát, az irodalomtudomány (folklór) kandidátusa 1990-ben lett.
Pályafutásának kezdetén folklorisztikával és népi hitélettel foglalkozott, később a paraszti textilhasználat, a kenderfeldolgozás kutatása felé fordult. Fontos kutatási eredményeket ért el Mezőkövesd és környéke népi kultúrájával, a matyó hímzés történetével, illetve a matyó kultúra továbbélésével kapcsolatban. Jelentős sikereket ért el a magyarországi népművészet díszítménykincsének, motívumeredetének vizsgálata terén. Utolsó éveiben a reprezentációs szerepkörben megjelenő népcsoportok kultúrájának alakítását, a formálódó nemzeti műveltségben elfoglalt szerepüket vizsgálta. A miskolci Herman Ottó Múzeum önálló textilgyűjteményének kialakítója, melyet a magyarországi népművészet egyik legjelentősebb tárgyi kollekciójává fejlesztett.

## Családja
Férje Dobrossy István történész, levéltáros volt. Két gyermeke született, Dobrossy Tamás (1976–) és Dobrossy Nóra (1981–).

## Emlékezete

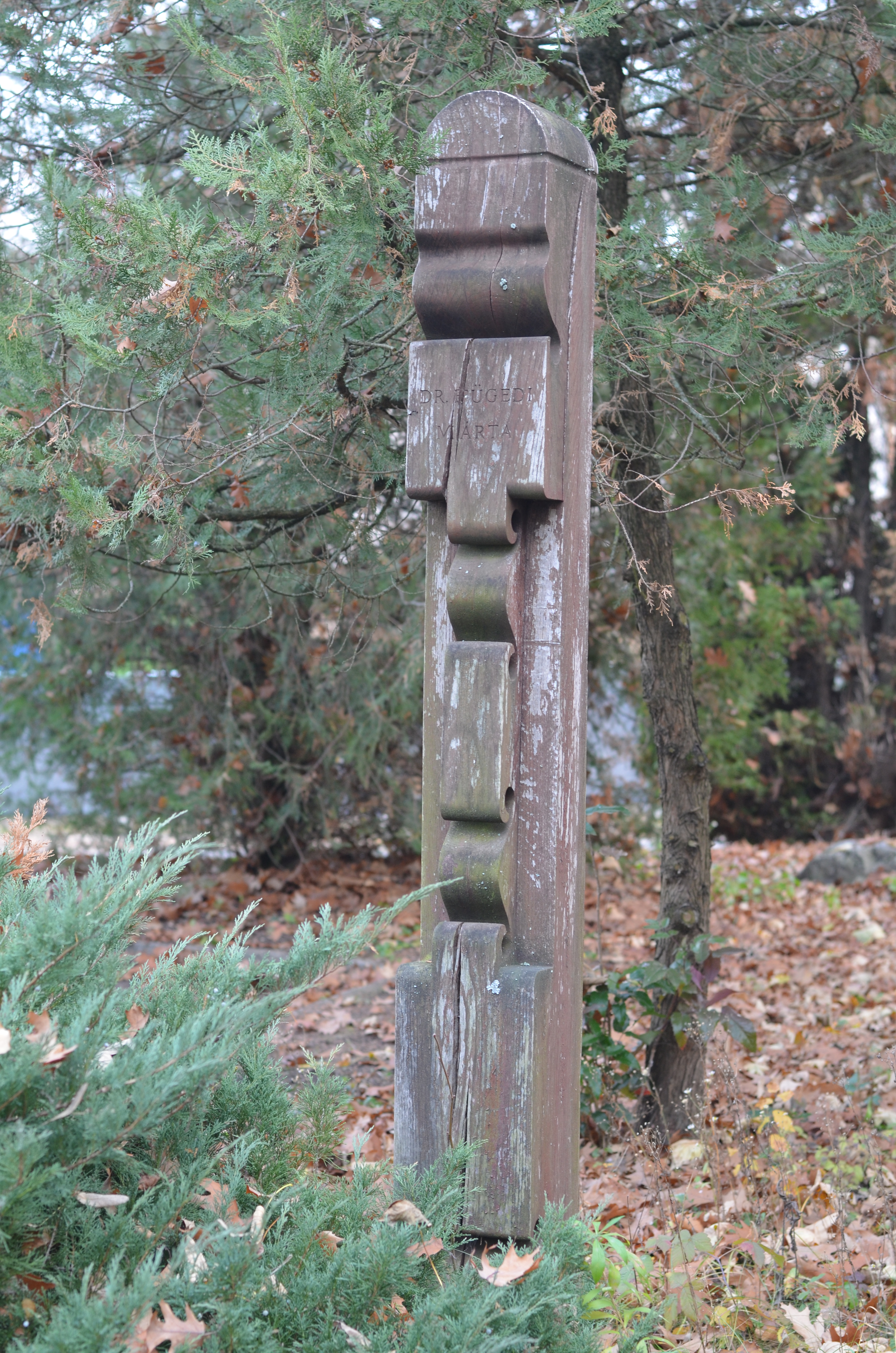
Fügedi Márta emlékoszlopa a Miskolci Egyetem Bölcsészettudományi Kara (B2. épület) előtti parkban

Nevét még halála évében felvette a Borsod-Abaúj-Zemplén Megyei Népművészeti Egyesület, melynek elnöke volt, s ezt követően Fügedi Márta Népművészeti Egyesület néven folytatta működését. A Herman Ottó Múzeum Papszer utcai kiállító épületében található emlékfalon 2000 decembere óta tábla örökíti meg a nevét.

## Szakmai és közéleti szerepvállalásai
- Országos Népi Iparművészeti Tanács tagja
- Népművészeti Egyesület országos vezetőségének tagja
- Miskolci Városszépítő Egyesület elnökségi tagja
- Miskolci Városi Értelmiségi Tanácsadó Testület tagja
- Miskolci Városi Bizottság mellett működő művelődési bizottság tagja

## Díjai, elismerései
- Szocialista Kultúráért kitüntetés (1980)
- Herman Ottó-emlékérem (1996)
- Herman Ottó-díj (1999)
- Király Zsiga-díj (1999)

## Főbb művei

### Önálló kötetek
- Mezőkövesd és vidéke hímzései I. Szálánvarrott hímzések. Budapest, 1978.
- Mezőkövesd és vidéke hímzései II. Szabadrajzú hímzések. Budapest, 1979.
- (Viga Gyulával közösen) Borsod-Abaúj-Zemplén megye néprajzi irodalma III. (1968-1978). Miskolc, 1979.
- (Dobrossy Istvánnal közösen) Termelés és életmód. Tíz község termelőszövetkezete. Studia folkloristica et ethnographica 9. Debrecen, 1983.
- A gyermek a matyó családban. Borsodi kismonográfiák 29. Miskolc, 1989.

### Tanulmányok, szakcikkek
- A mezőkövesdi kékfestő műhely. Herman Ottó Múzeum Évkönyve XIV. (1974-75) 455-474.
- Ragyogóégetés Mezőkövesden 1925-ben. Herman Ottó Múzeum Közleményei 14. (1975) 83-89.
- Kéziratos gyógyítókönyv a 18. századból. Herman Ottó Múzeum Évkönyve XV. (1976) 96-105.
- A Herman Ottó Múzeum pásztorbotjai. Herman Ottó Múzeum Közleményei 15. (1976) 96-105.
- (Dobrossy Istvánnal közösen) Etnikai határok és nemzetiségi hatások Borsod-AbaújZemplén megyében a rostelőkészítés munkafolyamatában. Herman Ottó Múzeum Évkönyve XVI. (1977) 269-292.
- (Dobrossy Istvánnal közösen) A paraszti fonalkészítés eszközei és elterjedésük BorsodAbaúj-Zemplén megyében. Herman Ottó Múzeum Közleményei 16. (1977) 93-110.
- A matyó hímzés fejlődésének története. Matyóföld, 1976-78. 34-42. Mezőkövesd
- 18-19. századi számadáskönyvek, céhlimitációk és vagyonösszeírások viselettörténeti adatai. Borsodi Történelmi Évkönyv VI. (1978) 129-141. Miskolc
- Emberfeletti hatalommal felruházott lények Mátraderecske hiedelemanyagában. Bakó Ferenc (szerk.): Mátraderecske. Néprajzi tanulmányok. Palóc kutatás. Tematikus és lokális monográfiák III. 108-118. Eger, 1978
- (Dobrossy Istvánnal közösen) A paraszti kenderfeldolgozás előkészítő munkafázisai Borsod-Abaúj-Zemplén megyében. Herman Ottó Múzeum Évkönyve XVII-XVIII. (1979)299-317.
- Babonás állatgyógyító eljárások egy 18. századi tokaji gyógyítókönyvben. Herman Ottó Múzeum Közleményei 17. (1978-79) 127-132.
- (Dobrossy Istvánnal közösen) Ráolvasások egy 18. századi gyógyítókönyvből. Herman Ottó Múzeum Évkönyve XVIII-XVIII. (1979) 245-261.
- (Dobrossy Istvánnal közösen) A kenderfeldolgozás törő és rostpuhító eljárásainak munkaeszközei és terminológiái Borsod-Abaúj-Zemplén megyében. Herman Ottó Múzeum Évkönyve XIX. (1980) 239-270.
- A miskolci fésűs mesterség. Herman Ottó Múzeum Évkönyve XIX. (1980) 171-292.
- A kislány varrni tanulása és a varró munkája Mezőkövesden. Ethnographia XCII. (1981)69-74.
- (Dobrossy Istvánnal közösen) Megjegyzések a termelőszövetkezetek történetének néprajzi szempontú feldolgozásához. Emlékkönyv a Túrkevei Múzeum fennállásának 30. évfordulójára, 215-255. Túrkeve, 1981.
- Emberfeletti hatalmú lények Mátraderecske faluközösségének hiedelmeiben. Folklór archívum XIV. 158-247. Budapest, 1982.
- (Dobrossy Istvánnal közösen) A kenderfeldolgozás és vászonfelhasználás a zempléni hegyvidék falvaiban. Szabadfalvi József (szerk.): Néprajzi tanulmányok a zempléni hegyvidékről, 125-147. A miskolci Herman Ottó Múzeum néprajzi kiadványai X. Miskolc, 1981.
- Változások Mátraderecske néphitében. Folklór, társadalom, művészet 9. 37-42. Kecskemét, 1981.
- A Bükkalja női viselete. Herman Ottó Múzeum Évkönyve XXI. (1982) 241-259.
- Múzeumalapítási törekvések Mezőkövesden a század első felében. Herman Ottó Múzeum Közleményei 20. (1982) 122-127.
- A kendermunkához kapcsolódó árucsere. Balassa Iván-Ujváry Zoltán (szerk.): Néprajzi tanulmányok Dankó Imre tiszteletére, 395-407. Debrecen, 1982.
- Kenderfeldolgozás és vászonfelhasználás. Szabadfalvi József-Viga Gyula (szerk.): Répáshuta. Egy szlovák falu a Bükkben, 189-199. A miskolci Herman Ottó Múzeum néprajzi kiadványai XIII. Miskolc, 1984.
- Spracovanie konopi, vyroba a pouzitie plátna. Szabadfalvi József-Viga Gyula (szerk.): Répáshuta. A magyarországi szlovákok néprajza 5. 229-240. Budapest, 1984.
- A felvidéki textil háziipar és vándorkereskedelem északkelet-magyarországi kapcsolatai. Kunt Ernő-Szabadfalvi József-Viga Gyula (szerk.): Interetnikus kapcsolatok Északkelet-Magyarországon, 231-237. Miskolc, 1984.
- Árucsere útján terjedő elemek az észak-magyarországi viseletben. Szabadfalvi József-Viga Gyula (szerk.): Árucsere és migráció, 197-203. A miskolci Herman Ottó Múzeum néprajzi kiadványai XVI. Miskolc, 1986.
- Györffy István viseletkutatásai. Bellon Tibor-Szabó László (szerk.): Györffy István, az Alföld kutatója és életművének irodalma, 65-71. Nagykunsági füzetek 6. Karcag-Szolnok 1987.
- Figurális ábrázolások Északkelet-Magyarország pásztorművészetében. Herman Ottó Múzeum Évkönyve XXV-XXVI. (1988) 655-667.
- Die Schlange in der ungarischen Hirtenkunst. Ujváry Zoltán (szerk.): Ethnographica et folkloristica Carpathica 5-6. 150-166. Debrecen, 1988.
- Lukács Gáspár (1908-1986). Herman Ottó Múzeum Közleményei 25. (1988) 212-214.
- A matyó lakodalom látványossággá válása. Ethnographia C. (1989) 313-328.
- Jelképes állatábrázolások a református templomok festett bútorzatán. Herman Ottó Múzeum Évkönyve XXVII. (1989) 155-166.
- Festett matyó bútorok. Matyóföld 1989. 80-83.
- Búcsú Fél Edittől (1910-1988). Matyóföld 1989. 57-58.
- A gyermekmunka a matyóságnál. Herman Ottó Múzeum Évkönyve XXVIII-XXIX. (1990) 483-496.
- A miskolci polgárok 18. századi lakáskultúrájához. Herman Ottó Múzeum Közleményei 27. (1991) 169-176.
- A barkó rókaprémes mente viseletéhez. Herman Ottó Múzeum Közleményei 27. (1991) 280-284.
- (Selmeczi Kovács Attilával közösen) A címer-motívum a magyar népművészetben. Halász Péter (szerk.): A Duna menti népek hagyományos műveltsége, 135-140. Budapest, 1991.
- Agnus dei in der ungarischen Volkskunst. Bartha Elek-Kotics József (szerk.): Ethnographica et folkloristica Carpathica 7-8. II. 415-424. Debrecen, 1992.
- A magyar népművészet állatábrázolásairól. Mohay Tamás (szerk.): Közelítések. Néprajzi, történeti, antropológiai tanulmányok Hofer Tamás 60. születésnapjára, 133-140. Debrecen, 1992.
- „Kiskarácsony, nagykarácsony”. A karácsonyi ünnepkör kultúrtörténetéből. Fókusz 1992. 12. szám 3-12. Miskolc
- A Bükkalja népi hímzőkultúrája. Cs. Schwalm Edit (szerk.): Tanulmányok a Bükkalja néprajzáról, 57-71. Eger, 1992.
- A bodrogkeresztúri református egyház térítői. Bencsik János (szerk.): Tokaj és Hegyalja VII. 98-111. Miskolc, 1992.
- Az avasi egyház műkincsei. Dobrossy István (szerk.): A miskolci Avas: monográfia a város jelképéről, 177-194. Miskolc, 1993.
- A gödöllői művésztelep és a matyó népművészet. Herman Ottó Múzeum Évkönyve 32. (1994) 417-428.
- Déri Frigyes néprajzi grafikai gyűjteményének matyó képei. Ujváry Zoltán (szerk.): Történeti és néprajzi tanulmányok, 229-235. Debrecen, 1994.
- A szőttesek figurális díszítményei. Flórián Mária (szerk.): A szőttesek tegnap és ma, 71-77. Heves, 1994.
- (Dobrossy Istvánnal közösen) A kender és len szerepe a XV1I-XVIII. század népi gyógyító gyakorlatában. Studia Comitatensia 24. (1994) 407-414. Szentendre
- (Viga Gyulával közösen) A bodrogszentesi sírkövek és díszítményeik. Ethnographia CV. (1994) 129-144.
- A gyermek a matyó társadalomban. Bereczky Ibolya (szerk.): Gyermekvilág a régi magyar falun, 243-251. Szolnok, 1995.
- A matyó népművészet „felfedezése", a matyó „ image" kialakulása. Ethnographia CVII.(1996) 175-188.
- Borsod megye népe a millenniumi kiállításon. Herman Ottó Múzeum Évkönyve XXXIII-XXXIV. (1996) 349-362.
- Borsod-Abaúj-Zemplén megye népművészete, Miskolc, 1996, Szőttesek, hímzések. 315-349; A viselet. 387-440; Irodalom. 501-530.
- Bevezető. Cs. Schwalm Edit (szerk.): Szlovákok Heves megyében, 5-6. Eger, 1996.
- Képi eszközök a századelő lokális népképének vizsgálatában. Néprajzi Értesítő LXXIX. (1997) 157-167.
- Adatok a Felső-Bodrogköz hagyományos textilkultúrájához. Néprajzi Látóhatár VI. (1997) 394-400.
- Előképek, jelképek és életképek. Adatok az állatábrázolások kultúrtörténetéhez. Füvessy Anikó (szerk.): Állatábrázolás a magyar néphagyományban, 7-16. Debrecen, 1998.
- Manga János kutatásai a pásztorművészet területén. Manga János emlékülés. Nógrád Megyei Múzeumok Évkönyve XXI. (1996-97), 165-169. Salgótarján, 1998.
- „Honfoglalásaink folytatódnak" (Önképünk a millecentenárium évében) Új Holnap 43. (1998) július, 100-105.
- A néprajz helye a muzeológiai oktatás programjában a Miskolci Egyetem Bölcsészettudományi Intézetében. Hon- és népismeret, néphagyomány az oktató-, nevelőmunkában, 175-178. Budapesti Tanítóképző Főiskola Továbbképző Füzetei 5. Budapest, 1998.
- Kőris Kálmán, a miskolci múzeum néprajzi gyűjteményének megalapítója. Herman Ottó Múzeum Évkönyve XXXVTI-XXXVin. (1999) 1315-1330.
- A matyóság néprajzi kutatásának története. Kápolnai Iván-Szlovák Sándor (szerk.): Tanulmányok Mezőkövesd történetéhez, 276-280. Mezőkövesd, 1999.
- A Matyó Múzeum története. Kápolnai Iván-Szlovák Sándor (szerk.): Tanulmányok Mezőkövesd történetéhez, 309-317. Mezőkövesd, 1999.
- Ótörök köemberek. Új Holnap 45. (2000.) január-február 85-86.
- The Discovery of Matyó FolkArt, Hungárián Heritage 1. (2000.) 9-18.